# スバル・デックス
デックス（DEX ）は、富士重工業（現・SUBARU）がかつて販売していた小型トールワゴンである。ダイハツ・クーの姉妹車（OEM）で、生産はクーとトヨタ・bB（2代目）同様、ダイハツ工業池田工場にて行われていた。

## 概要
2008年4月10日にトヨタ自動車・ダイハツ工業・富士重工業（当時）の3社による業務提携強化が発表され、その一環として、クーをベースにOEM供給を受け、2008年11月13日に発表・発売された。スバルにおけるダイハツからのOEM車の第1号である。搭載されるエンジンは、ダイハツ製K3-VE型直4DOHC16バルブ1,300ccのみで、クーやbBに用意される3SZ-VE型4気筒DOHC16バルブ1,500ccの設定は無い。トランスミッションは4速ATのみ。
以前、オペルからOEM供給されていたトラヴィックの足回りはスバルの手によってチューニングが施されたが、同じOEMでもデックスの足回りに関しては富士重工業の社内における走行実験（実験車両はベースのクー）の段階で「操安性や乗り心地等、必要十分な性能ゆえに手を加える必要がない」と判断されたため、クーと同じセッティングである。
フロント周りに関してはヘッドライトやフェンダーなどの基幹部品は基本的にクーと同一であるが、バンパー（ちなみにターンランプとフォグランプはL150S/152S/160S型ムーヴカスタム（後期型）に採用されているものと同一パーツ）やフロントグリルはデックス専用品を採用し、初代ステラの「カスタム」や「リベスタ」を彷彿とさせるものとなっている。各部にクローム処理が施してあり、スポーティーな趣きがある。グレードはベーシックグレードの「1.3i」、オートエアコンやアルミホイールを採用した上級グレード「1.3i-L」、エアロパーツやMOMO製本革巻ステアリングなどを採用し、スポーティ色を高めた「1.3i-S」の3グレードが設定されている。全車にAWD車も設定される。なお、ボディーカラーは全5色で、「クー」に設定されているホワイトとグレイッシュパープルメタリックオパールの設定は無かった。

### 年表
- 2008年（平成20年）11月13日 - 発表・発売。TVCMにはモデルの蛯原友里が起用された[注釈 1]。
- 2010年（平成22年）7月 - 仕様変更。JC08コールドモードに対応。このため、低排出ガス認定レベルが「平成17年基準排出ガス50%低減レベル（☆☆☆）」に変更となった。
- 2011年（平成23年）11月 - 生産終了。以後は在庫のみの対応となる[3]。
- 2012年（平成24年）11月 - 在庫分の未登録車の登録を全て完了し販売終了。後述するトレジアが事実上の代替となった。

## 車名の由来
器用さや機敏さを意味する「Dexterity」からの造語。スピーディーさやスマートさをイメージしている。また、宣材等においてはDEsign boXの略であるという、姉妹車であるbBのそれ（black Box）とよく似た説明も用いられている。